# Награда Сатурн за најбољу музику
Награда Сатурн за најбољу музику додељује се од 1973. године. Рекордер по бројну освојених признања је Џон Вилијамс са чак 10 награда и 24 номинације.
Следи списак награђених композитора:
| Год.     | Композитор                     | Назив филма                                                       |
| -------- | ------------------------------ | ----------------------------------------------------------------- |
| 1973.    | Бернард Херман                 | за рад у дотадашњој каријери                                      |
| 1974/75. | Миклош Рожа                    | за рад у дотадашњој каријери                                      |
| 1976.    | Дејвид Раксин                  | за рад у дотадашњој каријери                                      |
| 1977.    | Џон Вилијамс (x2)              | Звездани ратови — епизода IV: Нова нада Блиски сусрет треће врсте |
| 1978.    | Џон Вилијамс                   | Супермен                                                          |
| 1979.    | Миклош Рожа                    | Време после времена                                               |
| 1980.    | Џон Бари                       | Негде у времену                                                   |
| 1981.    | Џон Вилијамс                   | Индијана Џоунс и отимачи изгубљеног ковчега                       |
| 1982.    | Џон Вилијамс                   | Е. Т. ванземаљац                                                  |
| 1983.    | Џејмс Хорнер                   | Мождана олуја                                                     |
| 1984.    | Џери Голдсмит                  | Гремлини                                                          |
| 1985.    | Брус Бротон                    | Млади Шерлок Холмс                                                |
| 1986.    | Алан Менкен                    | Мала продавница страве                                            |
| 1987.    | Алан Силвестри                 | Предатор                                                          |
| 1988.    | Кристофер Јанг                 | Господари пакла 2: Осуђени на пакао                               |
| 1989/90. | Алан Силвестри                 | Повратак у будућност III                                          |
| 1991.    | Лоек Дикер                     | Делови тела                                                       |
| 1992.    | Анџело Бадаламенти             | Твин Пикс: Ватро, ходај са мном                                   |
| 1993.    | Дени Елфман                    | Ноћна мора пре Божића                                             |
| 1994.    | Хауард Шор                     | Ед Вуд                                                            |
| 1995.    | Џон Отман                      | Дежурни кривци                                                    |
| 1996.    | Дени Елфман                    | Марс напада!                                                      |
| 1997.    | Дени Елфман                    | Људи у црном                                                      |
| 1998.    | Џон Карпентер                  | Вампири                                                           |
| 1999.    | Дени Елфман                    | Успавана долина                                                   |
| 2000.    | Џејмс Хорнер                   | Како је Гринч украо Божић                                         |
| 2001.    | Џон Вилијамс                   | Вештачка интелигенција                                            |
| 2002.    | Дени Елфман                    | Спајдермен                                                        |
| 2003.    | Хауард Шор                     | Господар прстенова: Повратак краља                                |
| 2004.    | Алан Силвестри                 | Ван Хелсинг                                                       |
| 2005.    | Џон Вилијамс                   | Звездани ратови — епизода III: Освета сита                        |
| 2006.    | Џон Отман                      | Повратак Супермена                                                |
| 2007.    | Алан Менкен                    | Зачарана                                                          |
| 2008.    | Џејмс Њутн Хауард и Ханс Цимер | Мрачни витез                                                      |
| 2009.    | Џејмс Хорнер                   | Аватар                                                            |
| 2010.    | Ханс Цимер                     | Почетак                                                           |
| 2011.    | Мајкл Ђакино                   | Супер 8                                                           |
| 2012.    | Дени Елфман                    | Франкенвини                                                       |
| 2013.    | Френк Илфман                   | Велики зли вукови                                                 |
| 2014.    | Ханс Цимер                     | Међузвездани                                                      |
| 2015.    | Џон Вилијамс                   | Звездани ратови — епизода VII: Буђење силе                        |
| 2016.    | Џастин Хурвиц                  | Ла Ла Ленд                                                        |
| 2017.    | Мајкл Ђакино                   | Коко                                                              |
| 2018/19. | Марк Шајман                    | Повратак Мери Попинс                                              |
| 2019/20. | Џон Вилијамс                   | Звездани ратови — епизода IX: Успон Скајвокера                    |
| 2021/22. | Дени Елфман                    | Доктор Стрејнџ у мултиверзуму лудила                              |
| 2022/23. | Џон Вилијамс                   | Индијана Џоунс и артефакт судбине                                 |
| 2023/24. | Дени Елфман                    | Битлђус Битлђус                                                   |